# 麴町
麴町（日语：／ Kōjimachi */?）是位於日本東京都千代田區麴町地區的地名。過去曾以此為中心設置麴町區，為千代田區的前身之一。郵遞區號為102-0083。2017年，麴町有人口2,429人。

## 地理
位於麴町地區西側，臨新宿區（四谷）。

## 歷史
古代稱糀村（こうじむら）。德川家康入江戶城後，城西側從半藏門往西延伸的甲州道中（甲州街道）沿線逐漸形成城鎮，之後從半藏門起分別設立一丁目至十三丁目。
麴町區役所位於麴町一丁目，半藏門交差點西北方。
1943年，麴町十一丁目、麴町十二丁目、麴町十三丁目劃入四谷區。

### 町名的由來
一說是町內「小路」（こうじ）眾多，另一說是曾為幕府麴御用的麴屋三四郎在此定居而得名，比較有力的說法是此地為往來府中（ふちゅう）國府（こくふ）的國府街道的江戶出入口，稱為國府路（こうじ）之町。

## 地域
機關
- 麴町警察署
- 東京消防廳第一消防方面本部（日语：東京消防庁第一消防方面本部）
  - 麴町消防署
- 千代田區立麴町中學校（日语：千代田区立麹町中学校）
- 自治體國際化協會（日语：自治体国際化協会）

企業
- FM東京、JFN
- 東京都會電視台（TOKYO MX）
- Orient Corporation（日语：オリエントコーポレーション）
- 華歌爾
- TSI控股（日语：TSIホールディングス）
- 日本電視台麴町分室

教會
- 天主教麴町教會（聖依納爵堂）

## 交通
鐵路
- 東京地下鐵有樂町線 ○麴町站
- 東京地下鐵半藏門線 ○半藏門站

道路
- 内堀通
- 東京都道430號新宿停車場前線（新宿通）

## 麴町地區（麴町區）

### 概要
除了麴町1 - 6丁目，基本上是指内堀通、東京都道302號新宿兩國線（靖國通）、東京都道405號外濠環狀線（外堀通）圍起的範圍。

### 歷史
1878年11月，實施郡區町村編制法，成立15區，麴町（含四谷見附以西的十一至十三丁目）與番町地區、永田町、霞關、日比谷地區、江戶城內濠內的宮城（きゅうじょう：皇居）、丸之內、大手町等成立麴町區。1880年9月，麴町十一至十三丁目編入四谷區。1889年5月1日施行市制，麴町區屬東京市。擁有宮城、官廳等國政中樞的麴町區為東京15區之首。
1947年與神田區合併成立千代田區。
麴町與番町未實施住居表示。

### 地區
| - 飯田橋 - 一番町 - 内幸町 - 大手町 - 霞關 | - 紀尾井町 - 北之丸公園 - 九段北 - 九段南 - 皇居外苑 | - 麴町 - 五番町 - 三番町 - 千代田 - 永田町 | - 二番町 - 隼町 - 日比谷公園 - 平河町 - 富士見 | - 丸之内 - 有樂町 - 四番町 - 六番町 |

## 知名人士
- 愛知揆一 - 前眾議院議員
- 越路吹雪 - 女優、歌手
- 三木雞郎 - 作曲家

## 備註
1. ↑  . 千代田区. 2017-12-06  [2018-01-02]. （原始内容存档于2020-08-26）.
2. ↑  『戦前 昭和東京散歩』人文社掲載の昭和16年時点の地図による。ISBN 978-4-7959-1294-6。1943年にこれらは四谷一丁目、四谷二丁目の各一部になっている。
3. ↑  .   [2015-02-23]. （原始内容存档于2021-02-13）.
4. ↑  .   [2015-02-23]. （原始内容存档于2021-02-13）.